# Selçuk

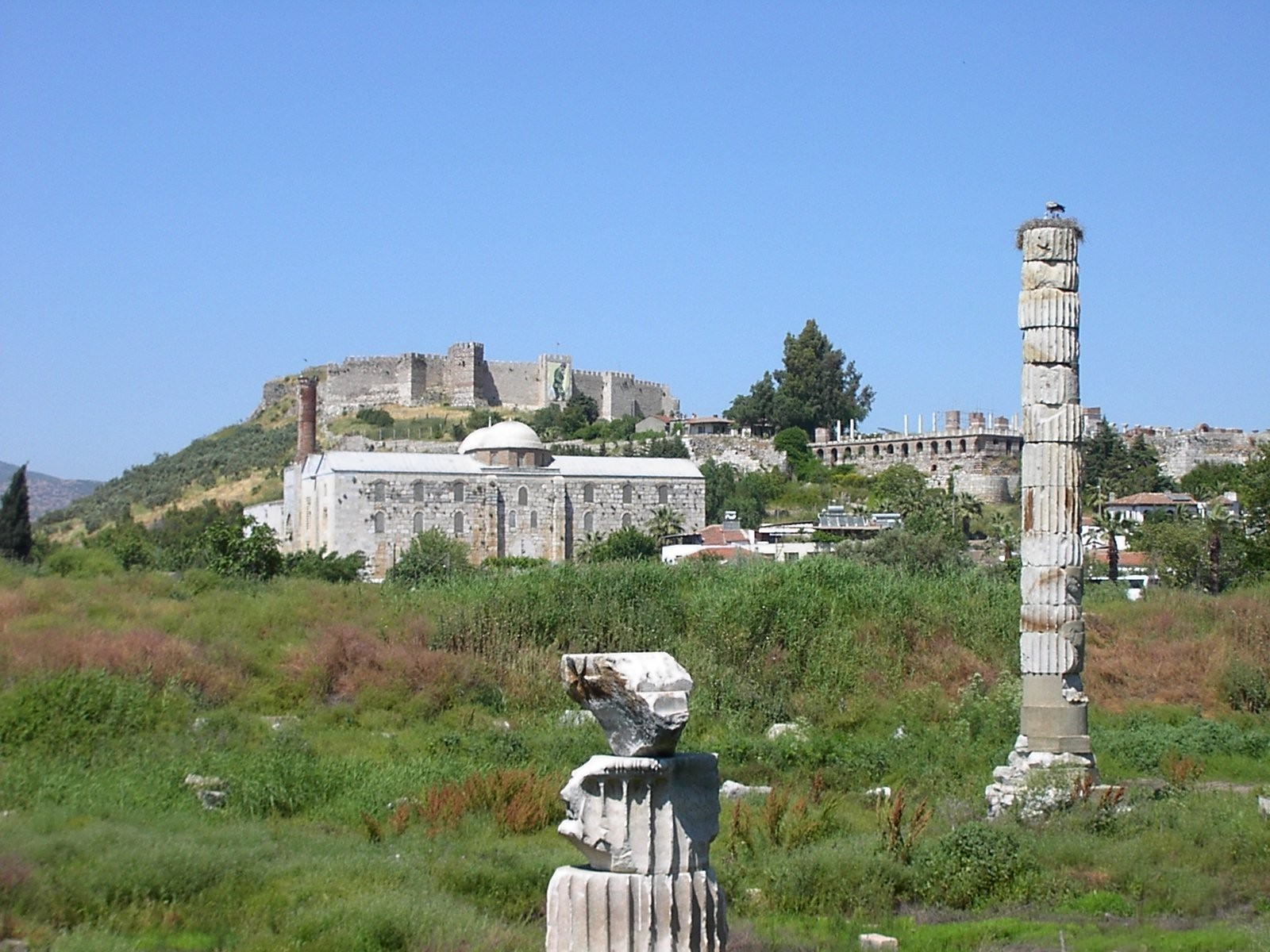
Storia di Selçuk in tre monumenti: il tempio di Artemide, la moschea di Isa Bey costruita dai Turchi Selgiuchidi, la fortezza Ottomana.

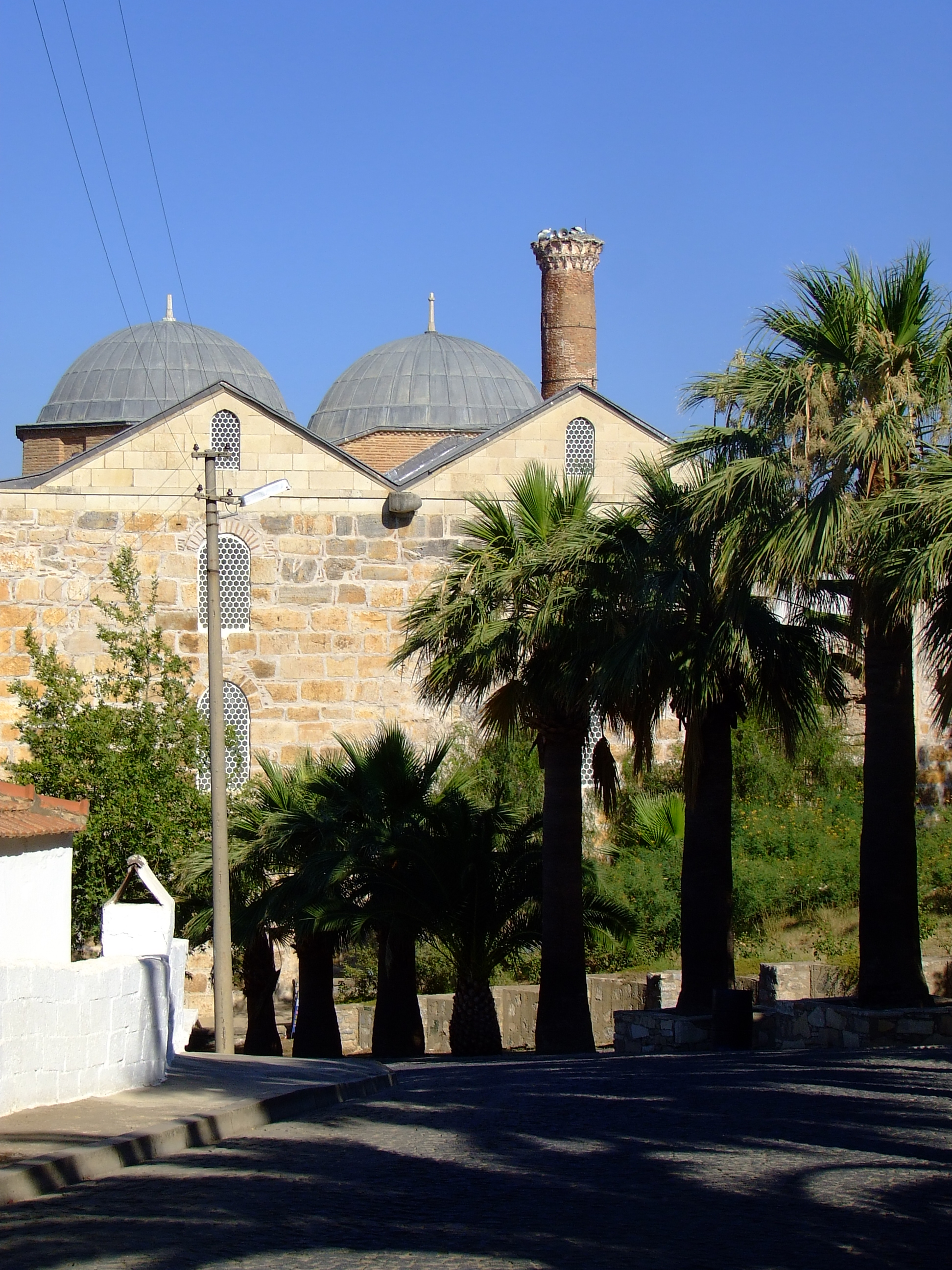
La Moschea di Isa Bey sulla collina di Ayasoluk.

Selçuk è un comune della Turchia centro dell'omonimo distretto, nella provincia di Smirne. È parte del comune metropolitano di Smirne e si trova a circa 5 km da Efeso, noto principalmente per la tomba di San Giovanni Apostolo, lì presente.